# Fort de Victoria Grande
El Fort de Victoria Grande és un fort del segle xviii  de la ciutat espanyola de Melilla. Està situat en l'Avinguda Càndid Llobatera, dins del conjunt dels Forts de les Victòries, del Quart Recinte Fortificat de Melilla La Vella, que forma part del Conjunt Històric Artístic de la Ciutat de Melilla, un Bé d'Interès Cultural.

## Història
Va ser construït entre 1735 i 1736 per a evitar que els atacants instal·lessin artilleria a l'Altura de la Galleda. En 1778 es van reformar els murs, el cordó i es van reconstruir les garitas, les banquetas i els guardacabezas.
En ell van estar durant el decenni absolutista José María Calatrava i Francisco Sánchez Barbero confinats, per participar en la redacció de la Constitució de 1812.
Al juny de 1862 van ser disparades les bales des del Canó El Caminante, canonera més pròxima a l'angle sortint, que mira a la Luneta de Sant Antoni, de la cortina de la dreta, que mira a l'actual Parador de Turisme Don Pedro de Estopiñán.
Ha servit de presó civil des de 1919 fins a 1996. , amb la inauguració de l'actual Centre Penitenciari de Melilla, estant reclosos en ell el General Manuel Romerales Quintero i Carlota O'Neill, esposa de Virgilio Leret Ruiz i autora d'Una dona en la guerra d'Espanya. Amb la inauguració de l'actual Centre Penitenciari de Melilla, va quedar abandonat. El 17 d'octubre de 2013 es van acabar les obres que van derrocar els afegits i el 30 de març de 2015 es va inaugurar després de la seva rehabilitació.

## Descripció

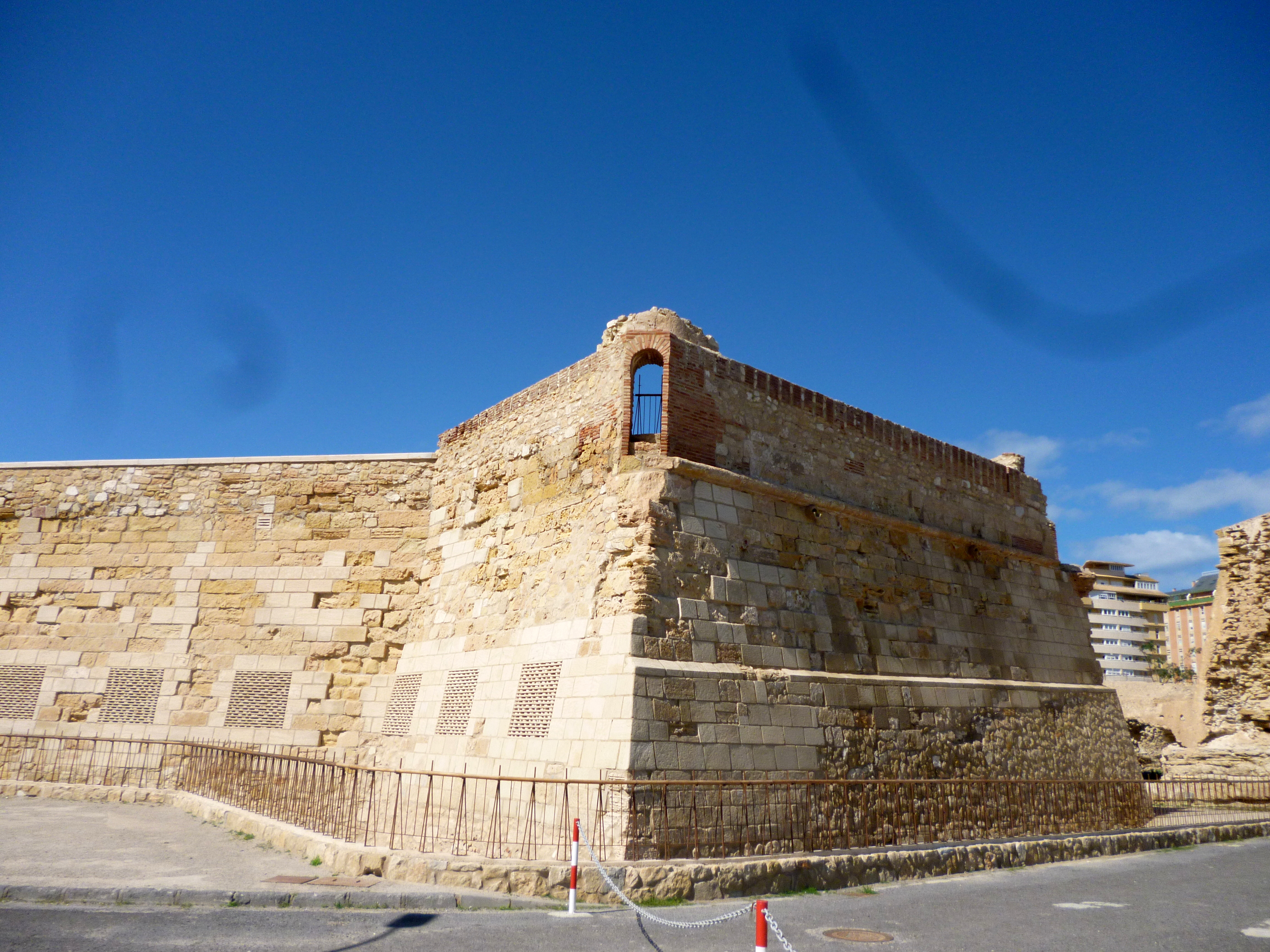
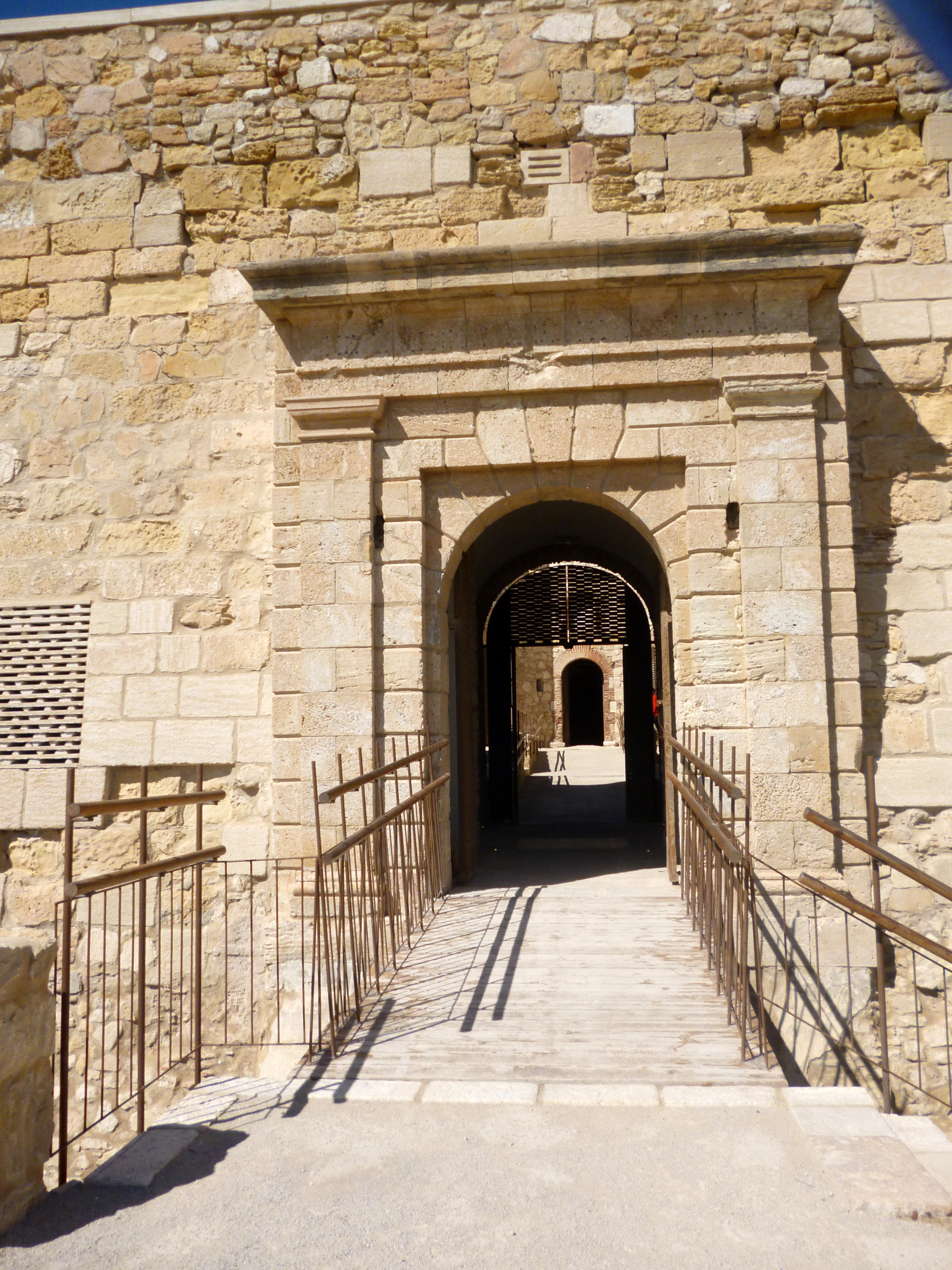
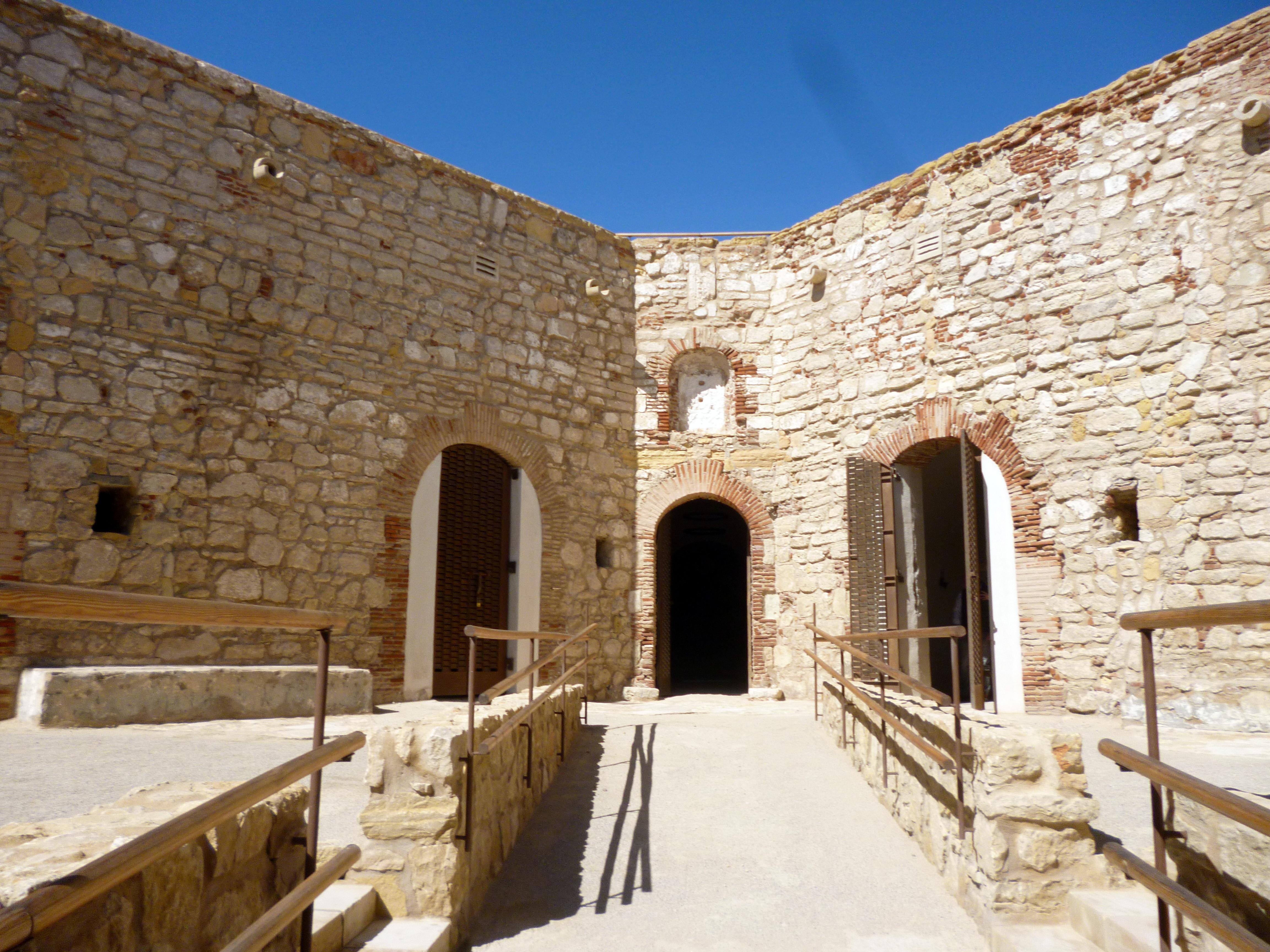

Està construït amb pedra de la zona per als murs i maó massís per als arcs i voltes. Té planta septagonal, amb una entrada de pedra de cadirat en el costat oriental, després de la qual es troba un passadís als costats del qual es disposen voltes i que condueix a un pati triangular amb tres voltes en cadascun dels costats restants, un polvorí i una capella en cada angle. Sobre aquestes estades es troba una plataforma a la qual s'accedeix per dues escales bessones situades en el costat oriental.

## Distincions
- Premi Codega 2015.[12]
- Premi People Choice Award dels City People Light.